# شکرالله جر
شکرالله جُر (۱۹۰۷-۱۹۷۵) شاعر و نویسندهٔ لبنانیِ کوچیده به برزیل بود.

## آثار
- أغانی اللیل: ۱۹۶۳
- بروق ورعود: ۱۹۷۱
- قرطاجة:
- الروافد: ۱۹۳۴
- من خوابی الزمن:۱۹۷۴